# Portland Creek (Neufundland)
Der Portland Creek ist ein Zufluss des Sankt-Lorenz-Golfs auf der zur kanadischen Provinz Neufundland und Labrador gehörenden Insel Neufundland.

## Flusslauf
Der 2 Kilometer lange Portland Creek verläuft an der Westküste der Great Northern Peninsula und bildet den Abfluss des Portland Creek Pond zum nahe gelegenen Meer. 400 m oberhalb der Mündung überquert die Route 430 den Fluss. 6,4 km nördlich der Mündung befindet sich die Gemeinde Daniel’s Harbour. 2 km südlich der Mündung liegt an der Küste die Siedlung Portland Creek (unincorporated place). Das Einzugsgebiet des Portland Creek umfasst 960 km². Der mittlere Abfluss beträgt 4,7 m³/s.

## Flussfauna
Im Flusssystem des Portland Creek kommen folgende Fischarten vor: Atlantischer Lachs, Bachsaibling, Arktischer Stint, Amerikanischer Aal sowie Dreistachliger und Neunstachliger Stichling. Die Lachspopulation im Portland Creek gilt als „nicht gefährdet“. Typische Wasserbewohner in der Gegend sind Amerikanischer Nerz (Mink), Nordamerikanischer Fischotter, Kanadischer Biber und die Bisamratte.